# フランチェスコ1世・デステ
フランチェスコ1世・デステ （Francesco I d'Este, 1610年9月6日 - 1658年10月14日）は、モデナ＝レッジョ公。

## 生涯
アルフォンソ3世・デステとイザベッラ・ディ・サヴォイア（サヴォイア公カルロ・エマヌエーレ1世の次女）の次男として生まれた。妃イザベッラが早世したのち、世をはかなんだアルフォンソ3世は僧となるため息子フランチェスコへ譲位した。
最初にフランチェスコが直面したのは、1630年から1631年にかけてペストの大流行でモデナの住民の約7割を失ったことだった。1631年、マリア・カテリーナ・ファルネーゼ（パルマ公ラヌッチョ1世の娘）と結婚。三十年戦争が勃発すると彼はスペイン側につき、パルマ公国へ侵攻した。彼がスペインへ旅行し経費を支払ったとき、彼は何もスペインからもらうことがなかったが、ただ一つ23万フローリンの支払いによってコッレッジョを獲得した。
後のカストロ戦争では、フェラーラ再征服を狙うローマ教皇ウルバヌス8世に対抗してヴェネツィア、パルマ、フィレンツェと同盟。戦争は1644年3月に、モデナ人のために何も得るものがないまま終結した。再び、スペインからの何の助けも望めなくなると、彼はマザラン枢機卿の調停でフランスと結んだ。彼がクレモナ征服に失敗すると、三十年戦争はスペイン有利に傾いたため、フランチェスコはフランスへ渡り、マザランの姪ラウラ・マルティノッツィと嫡子アルフォンソの縁組みを整えた。
ミラノからやってきたスペイン軍の侵攻に耐えたのち、彼はフランス、サヴォイア公国と同盟し1656年から1657年にかけてアレッサンドリアとヴァレンツァを息子の協力で征服した。1658年にモルターラを征服するものの、マラリアにかかってサンティアで急逝した。
彼は腕のいい軍人であり、善良な性格で信仰心の篤い人物だった。彼は公国宮殿、巨大なスペルタ劇場、ペンテットーリの別荘、ナヴィーリョ海峡の広大化と港の補修、チッタデッラの再建設など、モデナのインフラ整備に努めた。

## 家族
1631年、マリーア・ファルネーゼと結婚。9子をもうけたが、1646年に死別した。
- アルフォンソ（1632年、夭折）
- アルフォンソ4世（1634年 - 1662年）
- イザベッラ（1635年 - 1666年） - パルマ公ラヌッチョ2世と結婚
- レオノーラ（1639年 - 1640年）
- テダルド（1640年 - 1643年）
- アルメリコ（1641年 - 1660年）
- エレオノーラ（1643年 - 1722年）
- マリーア（1644年 - 1684年） - ラヌッチョ2世の後添いとなった。
- テダルド（1646年）

1647年、先妻の妹ヴィットーリア・ファルネーゼと再婚して娘を1人もうけたが、彼女も1649年に急逝した。
- ヴィットーリア（1649年 - 1656年）

1650年、ルクレツィア・バルベリーニ（ローマ教皇ウルバヌス8世の又姪）と再婚した。
- リナルド（1655年 - 1737年） - 枢機卿。甥フランチェスコ2世・デステに嫡子がないまま死去すると、還俗し公位を継承した。